# 413 Edburga
Edburga (asteroide 413) é um asteroide da cintura principal com um diâmetro de 31,95 quilómetros, a 1,6975288 UA. Possui uma excentricidade de 0,3431661 e um período orbital de 1 517,54 dias (4,16 anos).
Edburga tem uma velocidade orbital média de 18,52729226 km/s e uma inclinação de 18,71569º.
Esse asteroide foi descoberto em 7 de Janeiro de 1896 por Max Wolf.